# 棉沙镇
棉沙镇，原为棉沙乡、棉沙湾乡，是中华人民共和国四川省凉山彝族自治州冕宁县下辖的一个乡镇级行政单位。2019年12月，撤销马头乡、窝堡乡和棉沙乡，设立棉沙镇，以原马头乡、原窝堡乡、原棉沙乡所属行政区域为棉沙镇的行政区域。

## 行政区划
棉沙镇下辖以下地区：
龙家沟村、太坪沟村和许家坪村。